# Piedra del Águila (Neuquén)
Piedra del Águila ist die Hauptstadt des Departamento Collón Curá in der Provinz Neuquén im Südwesten Argentiniens.
Der Ort gehört in der Klassifikation der Gemeinden der Provinz Neuquén zu den Gemeinden der 2. Kategorie. 

## Geschichte
Das Gründungsdatum ist der 18. April 1897.